# دار أوبرا دمشق
دار أوبرا دمشق أو كما تعرف اختصارًا باسم أوبرا دمشق هي هيئة عامة يقع مقرها في ساحة الأمويين وسط العاصمة السورية دمشق، وترتبط بوزير الثقافة ولها شخصية اعتبارية واستقلال إداري ومالي. اعتبارًا من 2019، كان يرأسها أندريه معلولي.

## التأسيس
وضع حجر الأساس لمشروع دار أوبرا دمشق الذي كان يحمل اسم آل الأسد في عام 1987، ولم يُفتتح إلّا بعد سبعة عشر عامًا أي في 7 أيار (مايو) عام 2004، ولاحقًا أصدر الرئيس المخلوع بشار الأسد القانون رقم 54 للعام 2006 القاضي بإحداث «الهيئة العامة لدار الأسد».

## الموقع
تقع الدار في الزاوية الجنوبية الشرقية من ساحة الأمويين بالقرب من نصب السيف الدمشقي، ويتميز البناء يجمعه بين طراز العمارة الدمشقية وأسلوب العمارة الحديثة. تبلغ المساحة الإجمالية للمجمع بكافة أبنيته ومنشآته نحو 350,000 متر مربع.

## الوصف
«أوبرا دمشق» تحفة معمارية لا تخرج عن نسيج المدينة التي تحتضنها، فرغم أن لها مظهر القلاع الصلدة بالنسبة للعابرين، فإنها سرعان ما تبدي حنوها حين يدلف المرء إلى أبهائها الواسعة، بل إن شبابيكها وشرفاتها كذلك سرعان ما تحيل إلى شبابيك دمشق ومشربياتها، في عمارة تستلهم روح المدينة الأقدم.
وإذا كان المبنى الدمشقي، الذي يطل على واحدة من أشهر ساحات المدينة، ساحة الأمويين، إذا كان هو برمته تحفة، فإن أبهاءه متحف لا تمله الأعين، هكذا يشعر الزائر وهو يتابع لوحات من التشكيل السوري المعاصر، ومنحوتات لأسماء فنية بارزة، إلى جانب تحف شرقية تقليدية ساحرة تتوزع بكرم وبساطة هنا وهناك.

## إدارة الهيئة
تتكون إدارة الهيئة من:
1. مجلس الأمناء
2. مجلس الإدارة
3. المدير العام

يتألف مجلس الأمناء من:
- الوزير رئيسا
- المدير العام عضوا ليس له حق التصويت
- المدير العام للمؤسسة العامة للسينما عضوا
- مدير المسارح والموسيقا في الوزارة عضوا
- عميد المعهد العالي للموسيقا عضوا
- عميد المعهد العالي للفنون المسرحية عضوا
- ثلاثة من أصحاب الفكر والفن أعضاء
- ممثلين اثنين من أصحاب الفعاليات الاقتصادية والمالية من القطاع الخاص أعضاء
- ثلاثة ممثلين من الفعاليات الإعلامية من القطاع الخاص والعام أعضاء

## المنشآت
- مسرح الأوبرا، تبلغ سعة إطاره (البروسينيوم) 1133 مقعدًا، وهو مزوّد بمقصورات وشرفتين. ويمكن له استضافة عروض الأوبرا الكبيرة والفرق السمفونية والرقص وسواها.[4]

- مسرح الدراما، تبلغ سعة إطاره (البروسينيوم) 663 مقعدًا موزعة توزيعًا قاريًّا، ويتميز بجبهته نصف الدائرية،[4] وبخشبته التي تمتد باتجاه الصالة، والجمهور. وهذا المسرح مجهّز لاستقبال العروض المسرحية وفرق موسيقى الحجرة والعازفين المنفردين.

- القاعة متعددة الاستعمالات، تبلغ سعتها 237 مقعدًا، يبدو أن تصميمها مستوحى من المسارح الجورجية.[4] تتميز بتراكب مقاعدها على عربات متحركة، ويمكن إعادة تشكيلها بست وضعيات مختلفة حسب طبيعة العرض.[5]
- صالة عرض للفنون التشكيلية والتصوير الضوئي.

ملحق بدار الأوبرا عدد عشرين غرفة للفنانين وصالة وملحقات كاملة وغرف خدمات وكل ما يلزم من تجهيزات إضافة للمكاتب الإدارية والتجهيزات الفنية والهندسية والإلكترونية. يتم الدخول إلى موقع دار الأوبرا بواسطة خمسة بوابات أو مداخل بوابتان من شارع شكري القوتلي ومن شارع باسل الأسد بوابتان إحدى مدخل عبر جسر يصل الدار بالشارع الرئيسي ومدخل على ساحة الأمويين.

## عروض الدار
من الحفلات والعروض التي قدمت في دار الأوبرا
- فرقة إنانا السورية
- الأوركسترا الوطنية السورية
- فرقة الموسيقى العربية
- التخت الشرقي النسائي السوري
- خماسي أورنينا النحاسي
- فرقة كورال الحجرة
- فرقة موزاييك
- تخت المعهد العالي للموسيقى
- الخماسي الوتري الروسي
- خماسي دمشق النحاسي
- جوقة الغناء العربي
- المطربة الكبيرة فيروز
- المطربة ماجدة الرومي
- الطريق إلى الشمس (مسرحية غنائية)

## وصلات خارجية
- الموقع الرسمي